# Laserpitium alpinum
Laserpitium alpinum là một loài thực vật có hoa trong họ Hoa tán. Loài này được Waldst. & Kit. mô tả khoa học đầu tiên năm 1799.